# Ministero dell'Evfak
Il Ministero dell'Evfak (in turco Evkaf Nâzırlığı o Evkaf-ı Hümâyun Nezâreti) era il ministero responsabile per le fondazioni (Waqf in turco) nel tardo governo ottomano.

## Storia
L'Impero Ottomano iniziò a istituire e gestire fondazioni nei primi anni della sua fondazione. È noto che il secondo sultano ottomano Orhân Gâzî organizzò la moschea, la madrasa e altre istituzioni che costruì a Bursa come fondazioni e nominò Sinan Pascià, uno dei suoi visir, come responsabile di queste fondazioni. Dopo questa data, con l'aumentare del numero di fondazioni, vennero istituiti diversi ministeri dell'Evkaf. Per un certo periodo, queste fondazioni furono collegate allo sheikhulislam. Durante il regno di Solimano I, la gestione delle fondazioni fu affidata a Hadım Mehmed Aga, l'agha della porta, e fu istituito l'agha della porta Nezareti. Durante il regno di Abdül Hamid I, fu istituito l'Evkâf-ı Hamîdiyye e durante il regno di Mahmud II l'Evkâf-ı Hamîdiyye e il Mahmûdiyye. Infine, il 13 ottobre 1826, fu istituito il Ministero dell'Evkaf con il nome di Evkaf-ı Hümayun Nezareti. 
Hacı Yusuf Efendi fu il primo Ministro dell'Evfak. Nel 1831, tutte le fondazioni dei contabili di Şık-kı Evvel, dell'ispettore dell'Haremeyn, del Saray Agha, del Capitan pascià, del Çavuşbaşı, del Reis Efendi, di Istanbul, di Eyüp, di Galata, dei kadi di Üsküdar e di Sadrıâli furono tutte collegate a questo ministero. Sebbene il Ministero dell'Evkaf fosse stato brevemente collegato al Ministero del Tophane (responsabile per gli armamanti) e della Zecca nel 1838, esso divenne nuovamente indipendente nel 1839 e fu incorporato nel governo. Il Ministro dell'Evkaf in questo periodo fu Ahmet Sadık Ziver Pasha.
L'ultimo ministro ottomano dell'Evkaf fu Raşid Bey, in carica dall'ottobre al novembre 1922. Nel governo della Grande Assemblea Nazionale Turca, istituito ad Ankara nel 1921, il Ministero dell'Evkaf era noto come Ministero della Sharia e dell'Evkaf. Secondo la Costituzione del 1924, cessò di essere un ministero e divenne una direzione generale sotto il Primo Ministero.